# 金鸡镇 (罗定市)
金鸡镇，是中华人民共和国广东省云浮市罗定市下辖的一个乡镇级行政单位。

## 行政区划
金鸡镇下辖以下地区：
金鸡社区、石龙村、大岗村、西岸村、坪塘村、洪塘村、庙岗村、罗贯村、大垌村、黎垌村和会龙村。